# Улица Рылеева (Санкт-Петербург)
У́лица Рыле́ева — улица в Центральном районе Санкт-Петербурга. Проходит от Преображенской площади до улицы Радищева.

## История
Проложена в середине XVIII века на территории слободы Преображенского лейб-гвардии полка.
Историческое название Спасская — от Спасо-Преображенского собора. Переименована в честь декабриста и поэта К. Ф. Рылеева.

## Достопримечательности

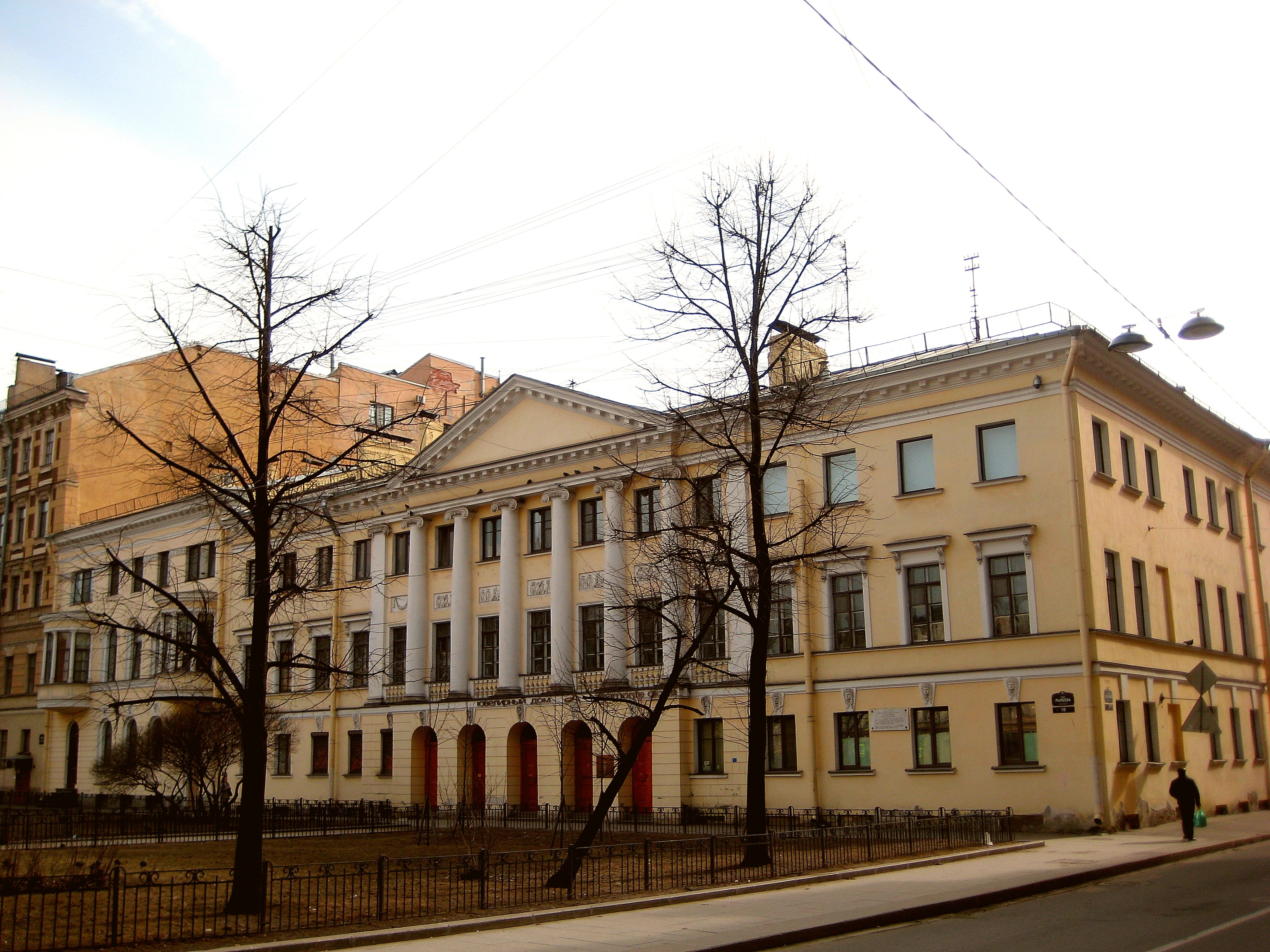
Дом Булатова

- Дом 1 — принадлежал будущему декабристу А. М. Булатову, построен в 1807—1815 годах, с 1839 года — доходный дом А. А. Лисицына (архитектор А. П. Гемилиан, в 1870-х гг. надстроен.  781710833210006
- Дом 3 — принадлежал Спасо-Преображенскому собору (1899, архитектор В. А. Пруссаков).
- Дом 9 — дом Лисицына. До 1917 года здесь находилось Общество защиты и сохранения в России памятников искусства и старины.  7831764000
- Дом 15/39 — доходный дом В. К. Крёбера (1873—1874, архитектор Н. Л. Бенуа)[1].  7831765000
- Дом 17—19 — Особняк и каретный магазин Ф. Ф. Миллера (доходный дом страхового общества «Россия»), 1869, архитектор Э. Г. Юргенс, перестроен в 1902—1903 годах под руководством архитектора А. К. Джиоргули и военного инженера М. Ф. Ланге.  7831766000 В доме в квартире № 9 в 1916—1936 годах жил М. А. Кузмин.
- Дом 21 — доходный дом В. И. Денисова (1909—1910, архитектор В. В. Шауб).  7831767000
- Дом № 20—22 — собственный доходный дом архитектора В. И. Кестнера, 1913—1914 гг.
- Дом 23 — доходный дом Э. Э. Аригольда, 1907—1908, архитектор В. В. Шауб.  7831770000
- Дом 27 — особняк В. П. Мещерского (1893—1894, архитектор А. В. Малов). В настоящее время здание занимает консульство Болгарии.  7831769000
- Дом 29 — особняк И. М. Максимова (первая четверть XIX в., перестроен и расширен в 1889 г. архитектором В. В. Виндельбандтом).  7831771000
- Дом 37 — особняк А. С. Тургеневой (1885—1886, гражданский инженер В. Г. Тургенев). Здание занимает консульство Литвы.  7831772000